# Ґор (фільм)
«Ґор» (англ. «Gor») — науково-фентезійний фільм 1987 року, знятий вільно за романом «Тарнсмен Ґора» (англ. «Tarnsman of Gor») 1966 року, автором якого є професор філософії Джон Фредерік Лендж-молодший під псевдонімом Джон Норман.
Було продовження «Злочинець з Ґора»/«Ґор 2» (1989).

## Сюжет
Професор фізики Терл Кебот (Урбано Барберіні) випадково відкриває магічні властивості персня, що переносить його на планету Ґор. Після прибуття Кебот стикається з селом, на яке нападає армія тиранічного короля-жреця Сарма (Олівер Рід). Сармові війська захоплюють сусідні поселення, щоби повернути Камінь Домівки — містичний предмет, який прокладає шлях між Ґором і далекою Землею. На Кебота також був скоєний напад воями Сарма. Ненароком вбиває сина Сарма та залишається лежати мертвим у пустелі. Прокинувшись, він виявляє, що його виходжує Талена (Ребекка Ферратті), ошатно одягнена принцеса варварів з королівства Ко-ро-ба. Кебот дізнається, що батько Талени, король, був захоплений Сармом разом з Каменем Домівки. Разом з Таленою Кебот вирушає у рятувальну місію у землі Сарма, де їх беруть у полон. Кебот стає лідером повстанців, які намагаються втекти. Врешті Кеботу вдається убити Сарма, врятувати Талену і її батька та знову отримати свій камінь. У кінці фільму Кебот і Талена освідчуються одне одному в коханні, після чого Кебот випадково активує Камінь Домівки і повертається на Землю.

## Акторський склад
| Актор             | Роль              |
| ----------------- | ----------------- |
| Урбано Барберіні  | Терл Кебот        |
| Ребекка Ферратті  | Талена            |
| Джек Пеланс       | Ксенос            |
| Пол Л. Сміт       | Сурбус            |
| Олівер Рід        | Король Сарм       |
| Ларрі Тейлор      | Король Марленус   |
| Ґрегам Кларк      | Друсус            |
| Джанін Денісон    | Бренді            |
| Донна Дентон      | Королева Лара     |
| Дженіфер Ольтман  | Тафа              |
| Мартіна Брокшмідт | Дорна             |
| Енні Повер        | Беверлі           |
| Арнольд Вослу     | Норман            |
| Кріс ду Плессіс   | Сарсем            |
| Іван Круґер       | Водій Сарма       |
| Джо Рібейро       | Аукціонер         |
| Віссер ду Плессіс | Охоронець         |
| Пилип Ван дер Бил | Віпман            |
| Джордж Маґнуссен  | Старий            |
| Фред Потґетер     | Бренд-майстер     |
| Етті Орґад        | Дівчина в каптурі |
| Аманда Гараміс    | Дівчина в каптурі |
| Ів Джосс          | Раб               |
| Боббі Ловґрін     | Водій Сарсема     |
| Рік Скідмор       | В'язень           |
| Вік Тірнан        | Охоронець         |
| Андре ду Плессіс  | Охоронець         |
| Фред Сварт        | Бенкетів майстер  |
| Ноббі Кларк       | Механік           |
| Ніґель Чіппс      | Гап               |